# Stockton (Worfield)
Stockton – wieś i civil parish w Anglii, w hrabstwie Shropshire. W 2011 civil parish liczyła 331 mieszkańców. Stockton jest wspomniana w Domesday Book (1086) jako Stochetone.